# Hereafter
Hereafter is een Amerikaanse dramafilm uit 2010 onder regie van Clint Eastwood.

## Verhaal
De film vertelt drie parallelle verhalen over mensen die op verschillende manieren door de dood worden achtervolgd. De Amerikaanse helderziende George Lonegan wil niet meer communiceren met doden. De Franse televisiejournaliste Marie Lelay heeft tijdens de tsunami in 2004 een bijna-doodervaring gehad. De Britse scholier Marcus verliest tijdens een verkeersongeluk zijn tweelingbroer Jason.

## Rolverdeling
| Acteur              | Personage                            |
| ------------------- | ------------------------------------ |
| Cécile de France    | Marie Lelay                          |
| Thierry Neuvic      | Didier                               |
| Cyndi Mayo Davis    | Receptioniste                        |
| Lisa Griffiths      | Kramer                               |
| Jessica Griffiths   | Meisje op het eiland                 |
| Ferguson Reid       | Redder                               |
| Derek Sakakura      | Redder                               |
| Jay Mohr            | Billy                                |
| Richard Kind        | Christos                             |
| Matt Damon          | George Lonegan                       |
| Charlie Creed-Miles | Fotograaf                            |
| Frankie McLaren     | Marcus / Jason                       |
| George McLaren      | Marcus / Jason                       |
| Lyndsey Marshal     | Jackie                               |
| Rebekah Staton      | Maatschappelijk werkster             |
| Marthe Keller       | Dokter en directrice van een hospice |

## Prijzen en nominaties
| Jaar | Prijs  | Categorie              | Genomineerde(n)                                         | Uitslag     |
| ---- | ------ | ---------------------- | ------------------------------------------------------- | ----------- |
| 2010 | Oscars | Beste visuele effecten | Michael Owens Bryan Grill Stephan Trojanski Joe Farrell | Genomineerd |